# Ricardo Letelier Silva
Ricardo Letelier Silva; (Talca, 1851 - Santiago,  1927). Abogado y político liberal chileno.

## Primeros años de vida
Hijo de don Ricardo Letelier Silva y doña Margarita Velazco Urzúa. Educado en el Liceo de Talca, en el Instituto Nacional y en la Universidad de Chile, donde egresó como abogado (1871).

### Matrimonio e hijos
Se casó en  1927 con Margarita Velasco Urzúa, y tuvieron por hijos a Ricardo "Gil" Letelier, Graciela, Virginia, Marta, Enrique y Julio.

## Actividades profesionales
Se dedicó a su profesión, representando a algunas instituciones financieras en Santiago y en Valparaíso. En Talca se desempeñó como ayudante del Juzgado de Apelaciones (1880).

## Actividades políticas
Fue miembro del Partido Liberal. Fue Regidor (1883) y Alcalde de Talca (1885-1888).
Fue elegido Diputado por Curepto y Lontué (1888-1891 y 1891-1894), donde integró la comisión permanente de Agricultura y Colonización.
Después de su experiencia en la Cámara de Diputados, se dedicó a la agricultura, adquiriendo el fundo San Joaquín, en la ribera norte del río Cachapoal, en Rancagua.